# John Savage (Schauspieler)

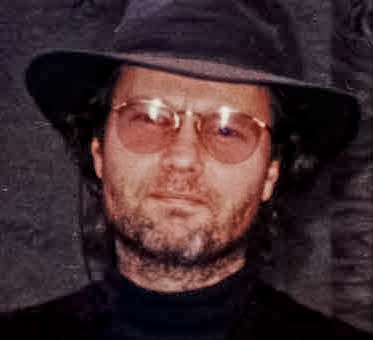
John Savage

John Savage; eigentlich John Youngs, (* 25. August 1949 in Old Bethpage, Long Island, New York) ist ein US-amerikanischer Filmschauspieler und Produzent.

## Leben
John Savage ist der Sohn des Versicherungskaufmanns Floyd Youngs und dessen Frau Muriel. Er hat drei Geschwister, die Radiomacherin Robin Youngs, die Schauspielerin Gail Youngs und den Schauspieler Jim Youngs.
Savage studierte Schauspiel an der American Academy of Dramatic Arts in New York City. Seinen Durchbruch hatte er 1978 mit dem Kriegsfilm Die durch die Hölle gehen (The Deer Hunter) von Michael Cimino an der Seite von Robert De Niro und Christopher Walken. Im Jahr darauf spielte er in Miloš Formans Filmmusical Hair die Hauptrolle des Claude Bukowski und 1990 in Der Pate III von Francis Ford Coppola eine Nebenrolle als Father Andrew Hagen.
Insgesamt wirkte John Savage in über einhundert Kino- und Fernsehfilmen mit. Von 1988 bis 1994 lebte er in Südafrika und arbeitete mit Nelson Mandela in der Anti-Apartheid-Bewegung. Von 2000 bis 2002 spielte er in der Fernsehserie Dark Angel als Donald Lydecker mit.
Savage war von 1967 bis 1969 mit der Schauspielerin Susan Baptist verheiratet, gemeinsame Tochter ist die Schauspielerin Jennifer Youngs; 1993 heiratete er die Schauspielerin und Krankenschwester Sandi Schultz.

## Filmografie
- 1969: The Master Beater

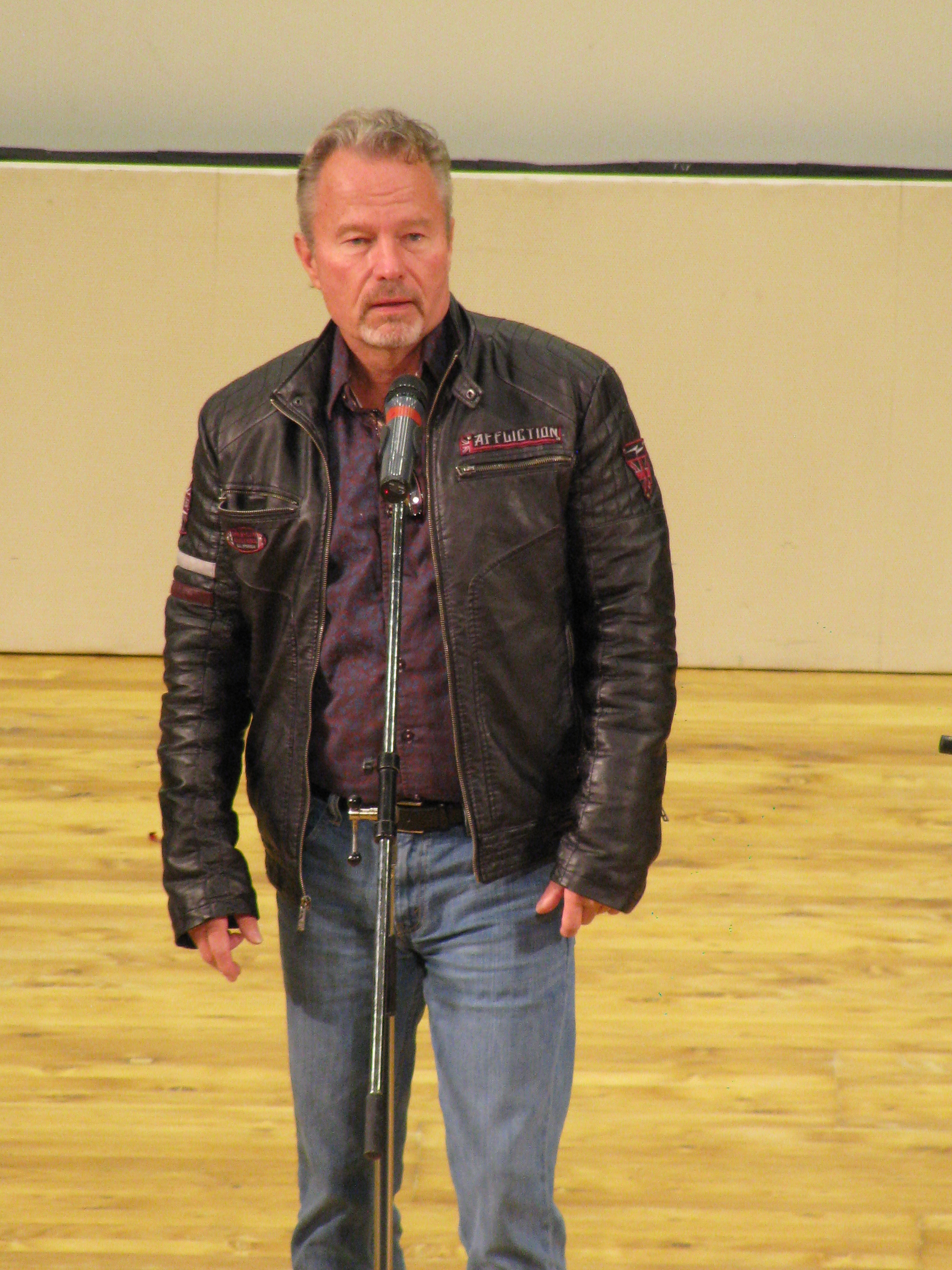
John Savage (2017)

- 1971: Sheriff Cade (Cade’s County, Fernsehserie, Episode 1x06)
- 1971: Love Is a Carousel
- 1972: In schlechter Gesellschaft (Bad Company)
- 1973: Schrottplatz-Blues (Steelyard Blues)
- 1973: The Killing Kind
- 1974: All die netten Fremden (All the Kind Strangers, Fernsehfilm)
- 1974: The Sister in Law
- 1975: The Turning Point of Jim Malloy (Fernsehfilm)
- 1975: Eric (Fernsehfilm)
- 1976–1977: Gibbsville (Fernsehserie)
- 1978: Die durch die Hölle gehen (The Deer Hunter)
- 1979: Hair
- 1979: The Onion Field
- 1980: Max’s Bar (Inside Moves)
- 1981: Zwei Mädchen und die Doolin-Bande (Cattle Annie and Little Britches)
- 1981: Der zweite Mann (The Amateur)
- 1982: Coming Out of the Ice (Fernsehfilm)
- 1983: Flucht in den Tod (Hosszú vágta)
- 1984: Maria’s Lovers
- 1984: Nairobi Affair (Fernsehfilm)
- 1985: The Little Sister
- 1985: Silent Witness (Fernsehfilm)
- 1986: Brennendes Land (La venganza de un soldado)
- 1986: Salvador
- 1987: Hotel Colonial
- 1987: Die Schöne und das Biest (Beauty and the Beast)
- 1987: The Beat
- 1987: Tödlicher Verrat (Desperate, Fernsehfilm)
- 1987: Caribe
- 1988: Junge Schicksale (ABC Afterschool Specials, Fernsehserie, Episode 17x01)
- 1989: Point of View
- 1989: Do the Right Thing
- 1989: Große Erwartungen (Great Expectations, Miniserie, Episode 1x01)
- 1990: Im Zeichen des Krebs (Any Man’s Death)
- 1990: Voice in the Dark
- 1990: Der Pate III (The Godfather Part III)
- 1990: Ottobre rosa all’Arbat
- 1991: Notti di paura
- 1991: Glühender Himmel (Mountain of Diamonds, Fernsehfilm)
- 1991: Hunting
- 1991: Le porte del silenzio (Door to Silence)
- 1991: Favola crudele (Dark Tale)
- 1991: Bucks größtes Abenteuer (Buck ai confini del cielo)
- 1992: Scoop (Miniserie, 4 Episoden)
- 1992: Primary Motive
- 1993: CBS Schoolbreak Special (Fernsehserie, Episode 10x03)
- 1993: Das Kainsmal des Todes (Daybreak, Fernsehfilm)
- 1993: Berlin ‘39 – In den Fängen der Gestapo (Berlin ‘39)
- 1993: Flynn
- 1993: C.I.A. Codename Alexa II – Die Rückkehr (CIA II: Target Alexa)
- 1994: Birdland (Fernsehserie, Episode 1x01)
- 1994: Shattered Image (Fernsehfilm)
- 1994: The Accident (Fernsehfilm)
- 1994: Killing Obsession
- 1994: Geschichten aus der Gruft (Tales from the Crypt, Fernsehserie, Episode 6x05)
- 1994: Red Scorpion 2
- 1994: Nackte Gewalt (The Takeover)
- 1995: Carnosaurus – Attack of the Raptors (Carnosaur 2)
- 1995: Countdown des Schreckens (Tom Clancy’s Op Center, Miniserie)
- 1995: Tuono di proiettile
- 1995: Akte X – Die unheimlichen Fälle des FBI (The X-Files, Fernsehserie, Episode 2x19 Totenstille)
- 1995: Outer Limits – Die unbekannte Dimension (The Outer Limits, Fernsehserie, Episode 1x12 Die zweite Chance)
- 1995: Crossing Guard – Es geschah auf offener Straße (The Crossing Guard)
- 1995: Killing Yakuza (The Dangerous)
- 1995: Fatal Choice
- 1996: White Squall – Reißende Strömung (White Squall)
- 1996: One Good Turn
- 1996: Where Truth Lies
- 1996: American Strays – Lieben oder töten (American Strays)
- 1996: Walker, Texas Ranger (Fernsehserie, Episode 5x02)
- 1996: The Mouse
- 1997: Managua
- 1997: Firestorm
- 1997: Amnesia
- 1997: Wait till Dawn – Warte bis es dunkel wird... (Little Boy Blue)
- 1997: Hollywood Safari
- 1997: Virus C.I.A. – In feindlicher Absicht (Hostile Intent)
- 1997: Das Paradies ist nirgendwo (Et hjørne af paradis)
- 1997: Wie ein Vogel ohne Flügel (Before Women Had Wings, Fernsehfilm)
- 1997: Ultimo taglio
- 1998: Club Vampire
- 1998: Haus der verlorenen Seelen (Nightworld: Lost Souls, Fernsehfilm)
- 1998: Der schmale Grat (The Thin Red Line)
- 1998: Mia, Liebe meines Lebens (Miniserie, 3 Episoden)
- 1998: Centurion Force
- 1999: Frontline
- 1999: Message in a Bottle – Der Beginn einer großen Liebe (Message in a Bottle)
- 1999: Reiter auf verbrannter Erde (The Jack Bull, Fernsehfilm)
- 1999: Summer of Sam
- 1999: Star Trek: Raumschiff Voyager (Star Trek: Voyager, Fernsehserie, 2 Episoden)
- 1999: Ghost Soldier
- 1999: Something Between Us (Kurzfilm)
- 2000: Land der Gesetzlosen (The Virginian, Fernsehfilm)
- 2000: Christina’s House
- 2000: They Nest – Tödliche Brut (They Nest, Fernsehfilm)
- 2000–2001: Dark Angel (Fernsehserie, 18 Episoden)
- 2001: Dead Man’s Run
- 2001: Burning Down the House
- 2001: Ein Hauch von Himmel (Touched by an Angel, Fernsehserie, Episode 8x09)
- 2002: Mein Freund, der Geist (Redemption of the Ghost)
- 2002: The Anarchist Cookbook
- 2002: Ground Bloom Flower (Kurzfilm)
- 2002, 2005: Everwood (Fernsehserie, 2 Episoden)
- 2003: Intoxicating – Pures Gift (Intoxicating)
- 2003: Easy Six
- 2003: The District – Einsatz in Washington (The District, Fernsehserie, Episode 4x06)
- 2003: Shortcut to Happiness – Der Teufel steckt im Detail (Shortcut to Happiness)
- 2003–2005: Carnivàle (Fernsehserie, 15 Episoden)
- 2004: Creature: It’s a Killing Machine … From Outer Space! (Alien Lockdown, Fernsehfilm)
- 2004: Fallacy
- 2004: Criminal Intent – Verbrechen im Visier (Law & Order: Criminal Intent, Fernsehserie, Episode 3x17 Koma)
- 2004: Sucker Free City (Fernsehfilm)
- 2004: Admissions
- 2004: Kids II – In den Straßen Brooklyns (Downtown: A Street Tale)
- 2005: Law & Order: Special Victims Unit (Fernsehserie, Episode 6x13 Verdacht)
- 2005: Aimée Price (Kurzfilm)
- 2005: Iowa
- 2005: Confessions of a Pit Fighter
- 2005: Liebe findet ein Zuhause (Love’s Long Journey, Fernsehfilm)
- 2005: The New World
- 2005: King’s Echo (Kurzfilm)
- 2006: Kill Your Darlings
- 2006: The Drop
- 2006: Shut Up and Shoot!
- 2006: Falling from Grace (Kurzfilm)
- 2006: Father and Son (Kurzfilm)
- 2007: No Destination (Kurzfilm)
- 2007: Evil Twin (The Attic)
- 2007: The Golden Age (Kurzfilm)
- 2008: The Grift
- 2008: From a Place of Darkness
- 2008: Boiler Maker
- 2008: The Coverup
- 2008: The Golden Boys
- 2008: The Violent Kind
- 2009: American Primitive (Wild About Harry)
- 2009: Sons of Terror – Das Böse im Menschen (Anytown)
- 2009: Redemption (Kurzfilm)
- 2009: Handsome Harry
- 2009: Qi chuan xu xu (气喘吁吁)
- 2009: Fringe – Grenzfälle des FBI (Fringe, Fernsehserie, Episode 2x02 Objekt der Begierde)
- 2009: Buffalo Bushido
- 2009: Remembering Nigel
- 2009: First Time Long Time (Kurzfilm)
- 2010: Dreamkiller
- 2010: Bereavement – In den Händen des Bösen (Bereavement)
- 2010: A Small Town Called Descent
- 2010: Bed & Breakfast: Love is a Happy Accident (Bed & Breakfast)
- 2010: The Right to Bear Arms
- 2011: The Last Gamble
- 2011: Nichirin no isan
- 2011: The Orphan Killer
- 2011: Hit List
- 2011: Assassins’ Code
- 2011: Summer Song
- 2011: Colombian Interviews
- 2011: Checking Under the Hood (Kurzfilm)
- 2012: Sweetwater
- 2012: The Black Dove
- 2012: Highspeed Train
- 2012: Bloodsport – The Red Canvas (The Red Canvas)
- 2013: Open Road
- 2013: The Algiers Murders
- 2013: The Sorrow
- 2013: Real Gangsters
- 2013: Gemini Rising
- 2013: Awakened
- 2013: A Star for Rose
- 2013: Defending Santa
- 2013: 7E
- 2013: Discarded
- 2014: Bullet
- 2014: American Warships 2 (Bermuda Tentacles, Fernsehfilm)
- 2014: Fort Bliss
- 2014: See How They Run
- 2014: The Lookalike
- 2014: Cry of the Butterfly
- 2014: Cleaners (Fernsehserie, 5 Episoden)
- 2014: Whitey (Fernsehserie, Episode 1x06)
- 2014: The Big Fat Stone
- 2014: On Air (Fernsehserie)
- 2015: The Sparrows: Nesting
- 2015: Bicemo prvaci sveta
- 2015: Tales of Halloween
- 2015: Beverly Hills Christmas
- 2016: Texas Heart
- 2016: Last Call at Murray’s
- 2016: Prvaci sveta (Fernsehserie, 5 Episoden)
- 2016: Stürmische Ernte – In Dubious Battle (In Dubious Battle)
- 2016: Mata Hari
- 2016: American Romance
- 2016: Teen Star Academy
- 2016: Everglades
- 2016: Dead South
- 2017: Povratak
- 2017: Nephilim (Sprechrolle)
- 2017: Impuratus
- 2017: Empire of the Sharks (Fernsehfilm)
- 2017: Twin Peaks (Twin Peaks: The Return, Fernsehserie, Episode 1x13)
- 2017: The Neighborhood
- 2017: Spreading Darkness
- 2017: Fake News
- 2017: Dvizhenie Vverkh – Sprung an die Spitze (Dvizhenie vverkh)
- 2018: Easy Way Out (Kurzfilm)
- 2018: Goliath (Fernsehserie, Episode 2x07)
- 2018: Followed
- 2018: Mission Possible
- 2018: Betrayed
- 2018: Torch
- 2018: Torque (Fernsehserie, 12 Episoden)
- 2018: Six Children and One Grandfather
- 2018: 40 and Single (Fernsehserie, 6 Episoden)
- 2019: American Exit
- 2019: Heavenly Deposit
- 2019: A Medicine for the Mind (Kurzfilm)
- 2019: Down’s Revenge
- 2019: Ovid and the Art of Love
- 2019: Sensory Perception
- 2019: The Last Full Measure
- 2019: Spinning Dry
- 2019: Gates of Darkness
- 2019: The Islands
- 2019: Hold On
- 2020: The Man with the Camera
- seit 2020: SEAL Team (Fernsehserie)